# Bithak
Bithak is een bestuurslaag in het regentschap Aceh Besar van de provincie Atjeh, Indonesië. Bithak telt 379 inwoners (volkstelling 2010).